# Corriente de Alaska

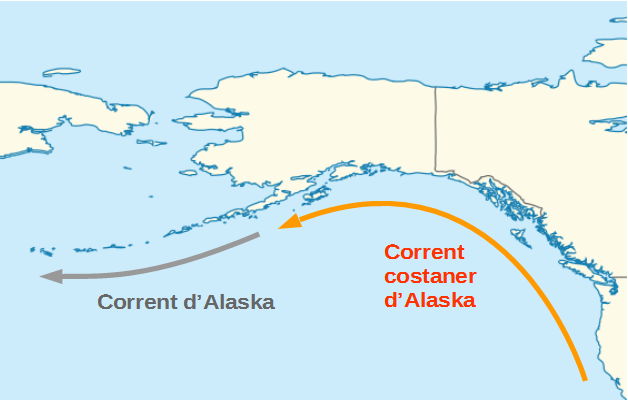
Corriente marina en dirección norte a lo largo de la costa de Columbia Británica y Panhandle de Alaska.

La corriente de Alaska es una corriente marina de agua caliente que se mueve en dirección norte a lo largo de la costa de la Columbia Británica y el Panhandle de Alaska. La corriente es el resultado de un ramal que se aparta hacia el norte de una porción de la corriente del Pacífico Norte cuando esa corriente se encuentra la costa occidental del continente Norteamericano. Forma parte del giro contrario a las agujas del reloj en el golfo de Alaska. En contraste con el agua del Pacífico subártico típico, la corriente de Alaska se caracteriza por temperaturas por encima de 39 °F (4 °C) y salinidades en superficie por debajo de 32,6 partes por mil (en volumen).
En la parte septentrional del golfo de Alaska, la corriente de Alaska continúa hacia el río de Alaska (Alaskan Stream), que empieza cerca de la isla Kodiak y fluye hacia el suroeste a lo largo de la península de Alaska. La corriente de Alaska produce grandes remolinos en el sentido de las agujas del reloj en dos lugares: al oeste de las islas de la Reina Carlota ("remolino de la Reina Carlota" o "remolinos de Haida") y al oeste de Sitka ("remolino de Sitka").